# Azula
Azula (la Princesa Azula) és un personatge de ficció i un dels principals antagonistes de la sèrie d'animació Avatar: l'últim mestre de l'aire de Nickelodeon. El personatge, creat per Michael Dante DiMartino i Bryan Konietzko, té la veu en la seva versió anglesa de la veterana actriu de veu Grey DeLisle.
En la sèrie, Azula és un prodigi del Domini del foc i la molt afavorida princesa de la Nació del Foc, la qual la seva gent té la capacitat de crear i manipular el foc. Inicialment és representada com entestada a recuperar el seu germà exiliat, en Príncep Zuko, i lliurar-lo al seu pare, el Senyor del Foc Ozai, mentre que és acompanyada per les seves amigues de la infància, Mai i Ty Lee. Amb el temps enfoca cada vegada més el seu objectiu a la captura de l'Avatar i a ajudar en la guerra per a assegurar la victòria del seu país.

## Argument
Azula apareix per primera vegada en un salt enrere durant el fatídic Agni Kai de Zuko en el qual ell és ferit a la cara i desterrat pel seu pare. Somriu en veure el seu germà gran cremat pel seu pare, mentre Iroh mira cap altra banda. Azula fa una breu segona aparició al final de la primera temporada, quan Ozai li encarrega la caça de l'avatar, i la repatriació d'en Zuko i l'Iroh.
Encara que l'edat de Azula mai es diu en la mateixa sèrie, el lloc web d'Avatar afirma que la seva edat en el moment de la seva primera aparició és propera als catorze. Ella és la besneta tant del Senyor del Foc Sozin a través d'Ozai, com de l'Avatar Roku a través d'Ursa. En una altra reminiscència, es revela que ella va ser anomenada així pel seu avi, el pare d'Ozai, Azulon, que era un prodigi del domini del foc com ella. Fins i tot sent encara una nena, Azula va demostrar el seu talent natural ben aviat, juntament amb la seva tendència a la maldat i al perfeccionisme. El seu agut enginy i habilitat mostrat cap al Domini del foc li fa va guanyar-se bona atenció i elogis. Fent que el seu pare mostre un favoritisme evident, sovint a costa d'en Zuko.
L'Azula és representada mostrant interès pel poder des d'una edat molt jove. La jove Azula suggereix que el seu pare seria un Senyor del Foc molt millor que l'hereu aparent, el seu oncle, Iroh, qui ella també anomena com "un covard i un perdedor" per abandonar el seu setge a Ba Sing Se després de la mort del seu únic fill, Lu Ten.
Després de la traïció d'Iroh al pol nord, Ozai encarrega a Azula de capturar a en Zuko i l'Iroh (considerant a en Zuko un fracàs per la seva incapacitat per capturar l'Avatar). Ella tracta d'enganyar-los amb una oferta de repatriació honorable, però un lapsus d'un soldat referint-se a ells com a presoners filtra la trampa, i en Zuko i l'Iroh s'escapen. Azula finalment es troba amb l'Avatar a Omashu, on els dos acaben combatent. Poc després, ell cita a l'Avatar com un objectiu personal, a més del seu germà i demana ajuda a les seves amigues Ty Lee i Mai.